# جو دلوچ
جو دلوچ (انگلیسی: Joe DeLoach؛ زادهٔ ۵ ژوئن ۱۹۶۷) دونده دو سرعت اهل ایالات متحده آمریکا بود.
از افتخارات وی میتوان به کسب مدال طلا ۲۰۰ متر در  بازی‌های المپیک تابستانی ۱۹۸۸ اشاره کرد.